# Библиотека Гумберга
Библиоте́ка Гу́мберга (англ. Gumberg Library) — библиотека в Филадельфии, штат Пенсильвания, при университете Дюкейн.

## История
История библиотеки началась в 1878 году с момента основания университета Дюкейн с небольшой коллекции книг. В 1939 году библиотеке были пожертвованы книги выпускника университета, после чего было решено построить отдельное помещение для хранения фондов. Сначала здание, в котором находилась библиотека, использовалось для других нужд (издательство, гараж), но было перестроено по проекту Gerard Associates и открыто для нужд библиотеки университета Дюкейн в 1978 году. Библиотека получила современное название 3 февраля 1995 года в честь выпускника университета Стенли Р. Гумберга (англ. Stanley R. Gumberg) и его жены Марсии М. Гумберг (англ. Marcia M. Gumberg).

## Фонды
На 2017 год фонд библиотеки насчитывает около 750 тысяч единиц, более 133 тысяч электронных изданий, более 200 электронных баз и многие другие источники.